# Armscor (гранатомёт)
«Armscor» — ручной гранатомёт.
Гранатомёт состоит из ствола, ствольной коробки с пистолетной и передней рукоятками, ударно-спускового механизма и складного приклада.
Armscor состоит на вооружении армии ЮАР.

## ТТХ
- Калибр, мм — 40
- Длина (приклад
- разложен), мм — 665
- Длина ствола, мм — 340
- Вес, кг — 3,7
- Начальная скорость гранаты, м/с — 76
- Максимальная дальность стрельбы, м — 375